# Herrarnas stafett vid världsmästerskapen i nordisk skidsport 2011
Herrarnas stafett vid Skid-VM 2011 avgjordes den 4 mars 2011 kl. 12:45 (lokal tid, CET) i Holmenkollen, Norge. I varje nations lag ingick fyra tävlande som åkte en sträcka på 10 km var = 4 x 10 km. De två första sträckorna gick i klassisk stil och de två sista i fristil.
Efter en spurtuppgörelse på Holmenkollens skidstadion gick guldet till Norge, vars lag bestod av Martin Johnsrud Sundby, Eldar Rönning, Tord Asle Gjerdalen och Petter Northug.

## Tidigare världsmästare
| År   | Ort           | Mästare |
| ---- | ------------- | ------- |
| 2001 | Lahtis        | Norge   |
| 2003 | Val di Fiemme | Norge   |
| 2005 | Oberstdorf    | Norge   |
| 2007 | Sapporo       | Norge   |
| 2009 | Liberec       | Norge   |

## Resultat
| Placering | Namn                                                                            | Land     | Tid       |
| --------- | ------------------------------------------------------------------------------- | -------- | --------- |
| 1         | Martin Johnsrud Sundby, Eldar Rönning, Tord Asle Gjerdalen och Petter Northug   | Norge    | 1:40:10,2 |
| 2         | Daniel Rickardsson, Johan Olsson, Anders Södergren och Marcus Hellner           | Sverige  | 1:40:11,5 |
| 3         | Jens Filbrich, Axel Teichmann, Franz Göring och Tobias Angerer                  | Tyskland | 1:40:15,9 |
| 4         | Ville Nousiainen, Sami Jauhojärvi, Juha Lallukka och Matti Heikkinen            | Finland  | 1:40:25,2 |
| 5         | Valerio Checchi, Giorgio Di Centa, Roland Clara och Pietro Piller Cottrer       | Italien  | 1:40:41,5 |
| 6         | Kouhei Shimizu, Keishi Yoshida, Mashaya Kimura och Nobu Naruse                  | Japan    | 1:41:49,1 |
| 7         | Maksim Vylegzjanin, Stanislav Volzhentsev, Aleksandr Legkov och Ilja Tjernousov | Ryssland | 1:42:46,3 |
| 8         | Martin Jakš, Lukáš Bauer, Jiří Magál och Martin Koukal                          | Tjeckien | 1:43:08,2 |
| 9         | Toni Livers, Dario Cologna, Remo Fischer och Curdin Perl                        | Schweiz  | 1:43:20,9 |
| 10        | Jaak Mae, Algo Kaerp, Karel Timmjarv och Aviar Rehemaa                          | Estland  | 1:43:21,3 |